# إينوكسولون
إينوكسولون (INN،BAN )، المعروف أيضاً باسم حمض الغليسيريتينيك أو حمض الغليسيريتيك هو مشتق ثلاثي التربينويد بنتاسيكليك من نوع beta_amyrin، والذي تم الحصول عليه من خلال التحلل من حمض غليسيريزيزي، الذي تم الحصول عليه من (عشبة عرق السوس). يتم استخدامه في النكهة وأنه يخفي الطعم المر من الأدوية مثل aloe وquinine، وهو فعّال في علاج القرحة الهضمية، كما يمتلك القدرة على أن يعمل كمقشع مضاد للسعال، كما أن لديه بعض الخصائص الدوائية الإضافية بما في ذلك أنه يعمل كمضاد للفيروسات،مضاد للفطريات، أنتيبروتوزوال، والأنشطة المضادة للبكتيريا.

## آلية العمل
يثبط حمض غليسيريتينيك الأنزيمات (15-hydroxyprostaglandin dehydrogenase وdelta -13-prostaglandin) والتي تستقبل prostaglandin PGE-2 وPGF-2α إلى كل من 15-keto -13,14-dihydro الأيض التي هي غير نشطة وهذا يؤدي إلى زيادة مستوى البروستاجلاندين في الجهاز الهضمي. البروستاغلاندينات تمنع إفراز المعدة ولكن تحفز إفراز البنكرياس والإفراز المخاطي في الأمعاء، وتزيد بشكل ملحوظ من حركة الأمعاء في المعدة. ‘من تأثيرها على إفرازات حمض المعدة، وتعزيز إفراز المخاطية وتكاثر الخلايا سوف يظهر كفاءة عرق السوس الذي لديه القدرة على علاج القرحة الهضمية.
PGF-2α يحفز نشاط الرحم خلال فترة الحمل ويمكن أن يسبب الإجهاض، وبالتالي، لا ينبغي أن يؤخذ عرق السوس أثناء الحمل.
هيكل (تركيب) حمض غليسيريتينيك مشابه لذلك الذي في الكورتيزون، حيث تكون جميع الجزيئات مسطحة ومتشابهة في الموضع 3 و11، وربما كان هذا الأساس لعمل عرق السوس المضاد للالتهابات.
3-β-D- (Monoglucuronyl) -18-β- حمض الغليسيريتينيك، مستقلب من حمض غليسيريتينيك، يمنع تحويل الكورتيزول «النشط» إلى «غير نشط» الكورتيزون في الكلى. يحدث هذا عن طريق تثبيط الإنزيم hydroxysteroid dehydrogenase 11-β-هيدروكسيستيرويد. ونتيجة لذلك، فإن مستويات الكورتيزول مرتفعة داخل قناة الجمع الموجودة في الكلى. يحتوي الكورتيزول على خصائص مينيرالوكورتيكويد الجوهرية (أي أنه يعمل مثل الألدوستيرون ويزيد من استيعاب (إعادة امتصاص) الصوديوم التي تعمل على قنوات ENaC في القناة المجمعة. الأشخاص الذين لديهم ارتفاع ضغط الدم عادة ما يتطور بسبب هذه الآلية للاحتفاظ الصوديوم. الناس الذين لديهم ارتفاع ضغط الدم مع انخفاض الرينين وانخفاض مستوى الدم الألدوستيرون. زيادة كميات الكورتيزول المرتبطة بالغير المحمية، غير محددة بالمستقبلات القشرانيات المعدنية والحث على الصوديوم واحتباس السوائل، نقص بوتاسيوم الدم، وارتفاع ضغط الدم وتثبيط الرينين -angiotensin- ألدوستيرون النظام. ولذلك، لا ينبغي أن تعطى عرق السوس للمرضى الذين لديهم تاريخ معروف من ارتفاع ضغط الدم في جرعات كافية لمنع dehydrogenase 11 هيدروكسيستيرويد.
المشتقات في حمض غليسيريتينيك (glycyrrhetinic acid)، المجموعة الوظيفية (R) هي مجموعة الهيدروكسيل (hydroxyl). في عام أنه مع مجموعة وظيفية مناسبة يمكن الحصول على التحلية الاصطناعية غليسيريتينيك فعالة جدا. [7] عندما R هو أنكو2005 لقد أظهرت الأبحاث على أن (CH2) سلسلة جانبية CO2K أنيوني (anion)، تم العثور على تأثير التحلية (sweetener) إلى 1200 مرة من السكر (لوحة البيانات الحسية للإنسان). الفواصل الأقصر أو الأطول يقلل من تأثير التحلية. أحد التفسيرات هو أن خلايا براعم التذوق التي تحتوي على مستقبلات الحسية لديها 1.3 نانومتر (13 أنغسترومز) المتاحة مع جزيء التحلية. وبالإضافة إلى ذلك جزيء التحلية يتطلب الاماكن الثلاث المانحة للبروتون منها اثنين يتواجدان في الأطراف لتكون قادرة على التفاعل بكفاءة مع تجويف المستقبلات.
وقد تم تطوير التناظرية الاصطناعية، كاربينوكسولون (carbenocolone)، في بريطانيا. كلا من حمض غليسيريتينيك وكاربينوكسولون يكون لها تأثير مودولاتوري على الإشارات العصبية من خلال قنوات تقاطع الفجوة.
أسيتوكسولون، مشتقات الأسيتيل من حمض غليسيريتينيك، هو دواء يستخدم في علاج القرحة الهضمية ومرض الجزر المعدي المريئي.